# Kilgetty
Kilgetty (in gallese: Cilgeti) è un villaggio del Galles sud-occidentale, facente parte della contea del Pembrokeshire (contea tradizionale: Dyfed). Dà il nome alla community di Kilgetty o Kilgetty-Begelly.

## Geografia fisica

### Collocazione
Kilgetty si trova nella parte sud-orientale del Pembrokeshire, a circa 5 km  a nord della città costiera di Saundersfoot e a circa 10 km da Tenby.

### Suddivisione amministrativa della community di Kilgetty-Begelly
- Kilgetty
- Begelly[1]
- Reynalton[1]

## Società

### Evoluzione demografica
Al censimento del 2011, la community di Kilgetty-Begelly contava una popolazione pari a 2.262 abitanti. Il solo villaggio di Kilgetty ne contava invece 1.207.